# Haut de la Garenne

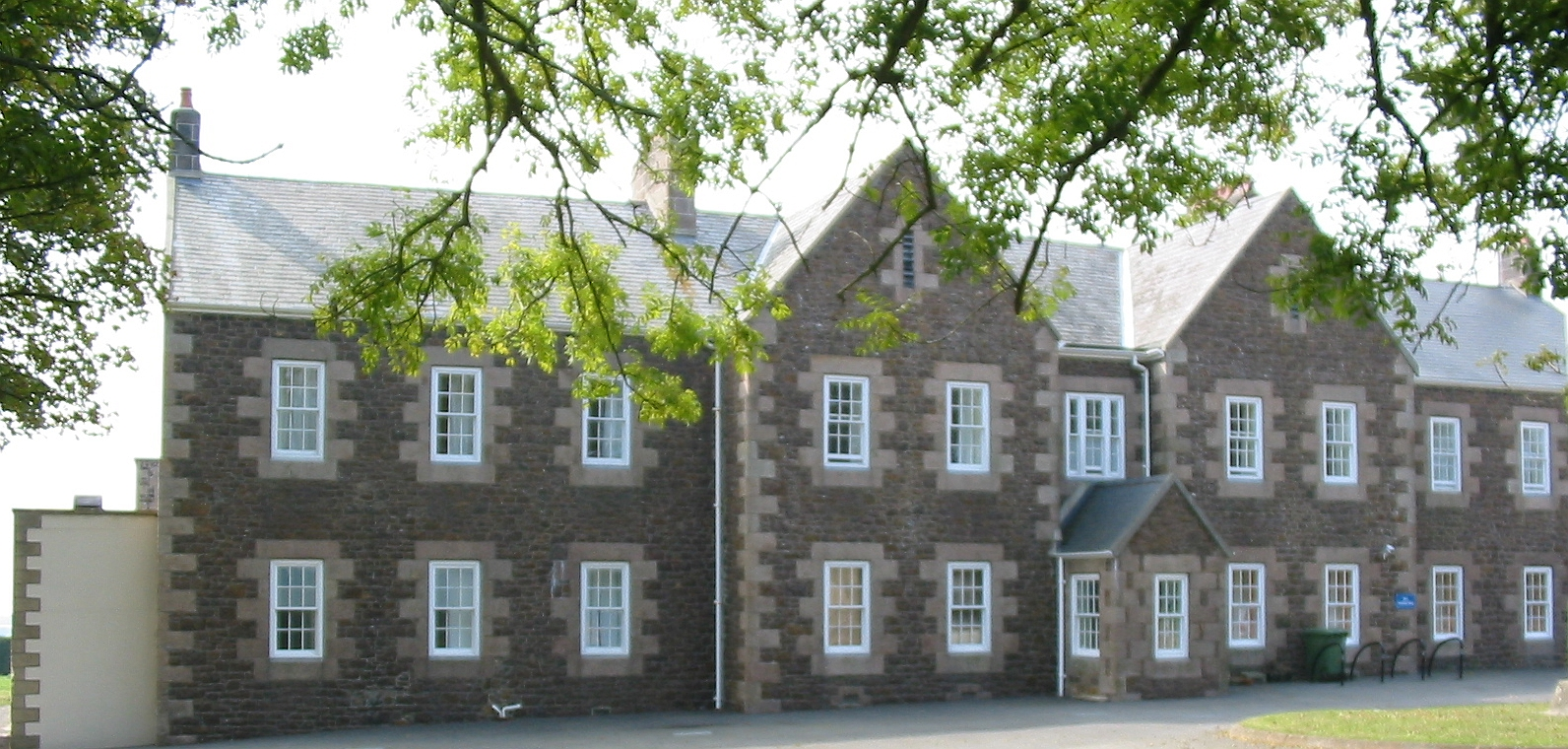
Haut le la Garenne

Haut le la Garenne, även kallat Skräckens hus, var ett barn- och ungdomshem för föräldralösa barn från arbetarklassen beläget på den brittiska ön Jersey. Hemmet, som var i bruk mellan 1867 och 1986, har mest blivit ökänt för den extremt grymma, tortyrliknande behandling som barnen på hemmet utsattes för av personalen. När detta avslöjades på 1980-talet visade det sig att de brittiska myndigheterna varit väl medvetna om vad som pågått innanför hemmets väggar.